# Montastruc-la-Conseillère
Montastruc-la-Conseillère is een gemeente in het Franse departement Haute-Garonne (regio Occitanie). De plaats maakt deel uit van het arrondissement Toulouse. Montastruc-la-Conseillère telde op 1 januari 2022 3.719 inwoners.

## Geografie
De oppervlakte van Montastruc-la-Conseillère bedroeg op 1 januari 2022 15,49 vierkante kilometer; de bevolkingsdichtheid was toen 240,1 inwoners per km².

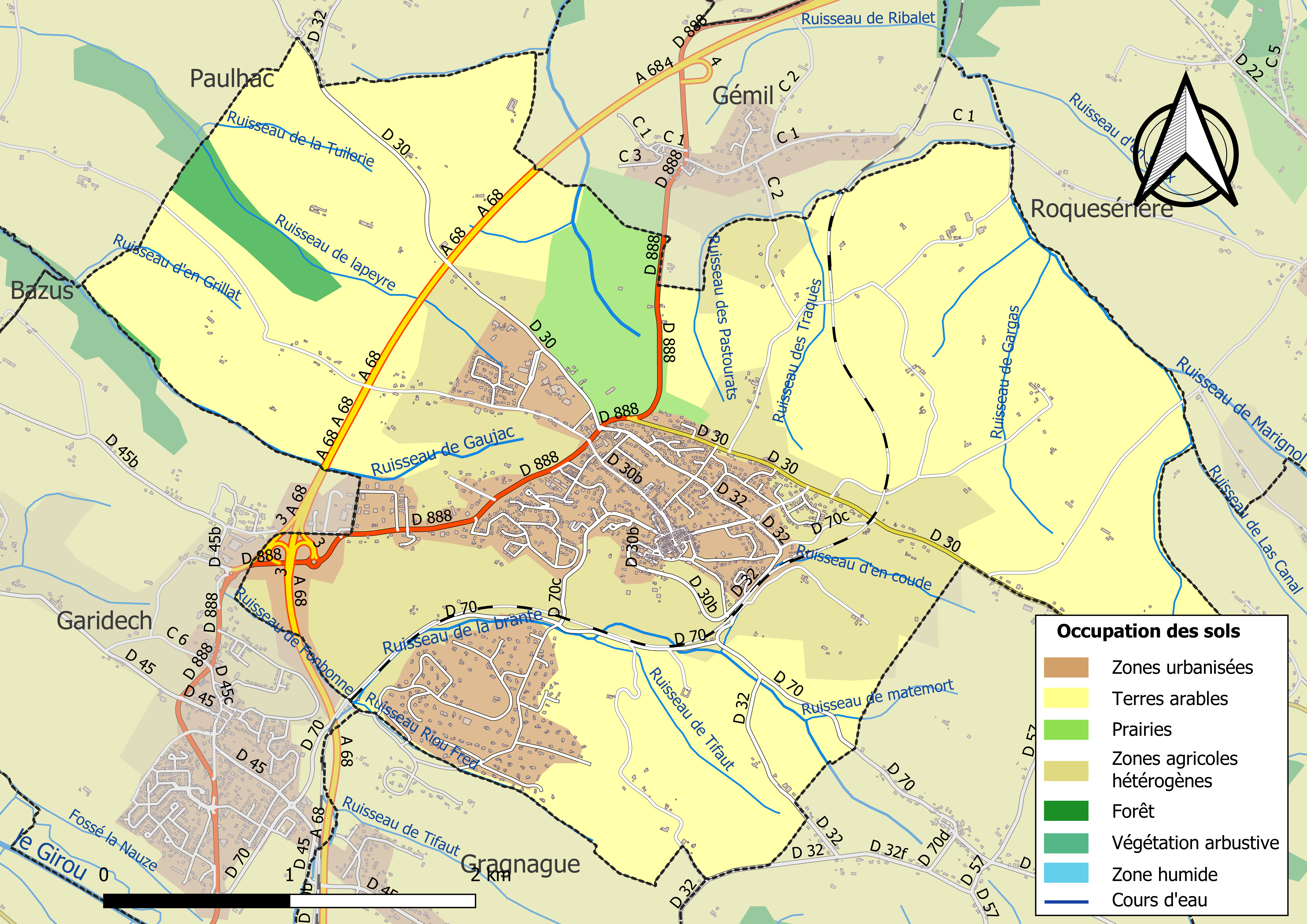
Kaart van de gemeente met belangrijkste infrastructuur, bodemgebruik en omliggende gemeenten

## Demografie
De figuur toont het verloop van het inwonertal (bron: INSEE-tellingen).